# ジョエリー・ロドリゲス
ジョエリー・ロドリゲス・サンチェス（Joely Rodríguez Sánchez, 1991年11月14日 - ）は、ドミニカ共和国サントドミンゴ出身のプロ野球選手（投手）。左投左打。現在は、フリーエージェント（FA）。

## 経歴

### プロ入りとパイレーツ傘下時代
2009年3月にピッツバーグ・パイレーツとマイナー契約を結んでプロ入り。
2013年11月20日にメジャー契約を結んで40人枠入りする。同年から2017年までは毎年オフに母国ドミニカ共和国のウィンターリーグに参加し、リーガ・デ・ベイスボル・プロフェシオナル・デ・ラ・レプブリカ・ドミニカーナに所属するヒガンテス・デル・シバオでプレーしていた。
2014年はAA級アルトゥーナ・カーブにて主に先発投手として起用され、30試合（先発21試合）に登板して6勝11敗、防御率5.37、73奪三振を記録した。

### フィリーズ時代

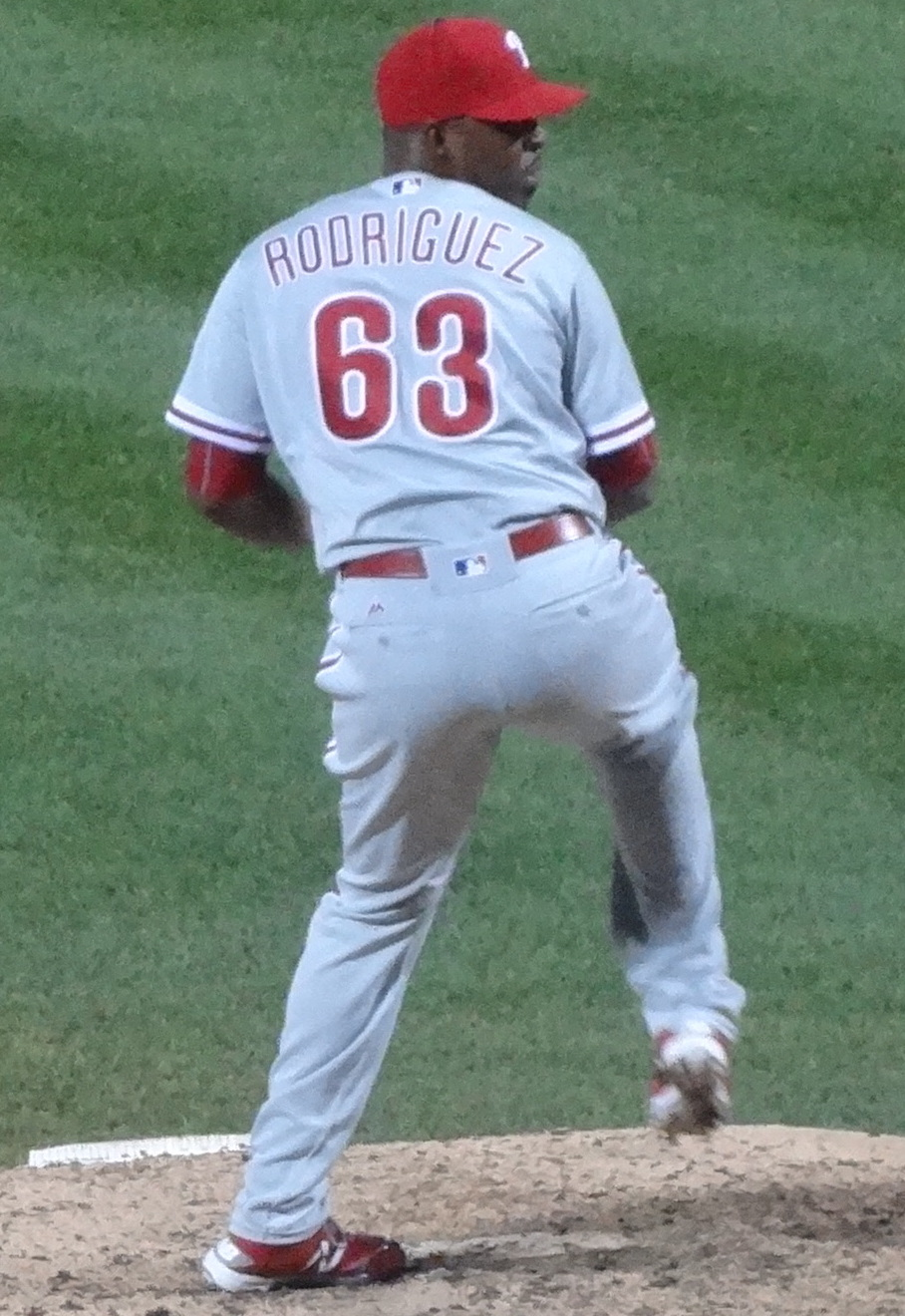
フィラデルフィア・フィリーズ時代
（2016年9月22日）

2014年12月10日にアントニオ・バスタルドとのトレードで、フィラデルフィア・フィリーズへ移籍した。2015年は傘下のAA級レディング・ファイティン・フィルズとAAA級リーハイバレー・アイアンピッグスで計32試合に登板した。
2016年はA+級クリアウォーター・スレッシャーズ、AA級レディング、AAA級リーハイバレーでの登板を経て、9月11日にメジャー初昇格を果たした。同日のワシントン・ナショナルズ戦においてメジャー初登板を果たす。この年メジャーでは12試合に登板して防御率2.79、7奪三振を記録した。
2017年は開幕ロースターに入り中継ぎで26試合に登板したが、1勝2敗、防御率6.33と不調だった。

### レンジャーズ傘下時代
2017年7月13日に後日発表選手とのトレードで、テキサス・レンジャーズへ移籍した。移籍後は傘下のAAA級ラウンドロック・エクスプレスに所属したが、ここでも防御率6点台と不振だった。オフにFAとなった。

### オリオールズ傘下時代
2017年11月28日にボルチモア・オリオールズとマイナー契約を結んだ。
2018年は傘下のAAA級ノーフォーク・タイズでプレーし、33試合（先発1試合）に登板して5勝3敗、防御率5.11、52奪三振を記録した。7月19日に自ら選んで契約を途中で放棄する「オプトアウト」を申し出る形でFAとなった。

### 中日時代
2018年7月25日、中日ドラゴンズが獲得したことを発表した。背番号は「57」。7月28日に一軍登録され、翌29日の巨人戦（東京ドーム）で初登板し、1イニングを3者凡退に抑えた。
その後は救援投手として登板し、9月15日の対広島戦（マツダスタジアム）では7回裏に登板した際、広島の打者田中広輔に投じた5球目が日本プロ野球の左腕では当時の史上最速記録を更新する159km/hを記録した。
2019年はチームの絶対的セットアッパーとして中継ぎ陣を支えた。防御率も1点台を記録し自身初となる最優秀中継ぎ投手のタイトルを獲得した。しかし、オフに契約交渉でメジャーリーグへの移籍を希望していたことから、契約交渉を打ち切り、自由契約となった。

### レンジャーズ時代
2019年12月16日にレンジャーズと2年総額550万ドルで契約を結んだ。背番号は「57」で、オプションとして2022年シーズンの選択権を球団側が所持し、バイアウトの際は50万ドル支払われる。
2020年は中継ぎの一角として安定した成績を残していたが、9月5日のシアトル・マリナーズ戦で左太もも裏を痛めて故障者リスト入りし、そのままシーズン終了となった。

### ヤンキース時代
2021年7月29日にグレン・オット、エセキエル・デュラン、トレバー・ハウバー、ジョシュ・スミスとのトレードで、ジョーイ・ギャロと金銭と共にニューヨーク・ヤンキースへ移籍した。オフの11月7日にチームオプションを破棄されてFAとなったが、10日に1年200万ドルで再契約した。

### メッツ時代
2022年4月3日にミゲル・カストロとのトレードで、ニューヨーク・メッツへ移籍した。オフの11月6日にFAとなった。

### レッドソックス時代
2022年11月23日にボストン・レッドソックスと150万ドルの単年契約を結んだ。2024年の契約は425万ドルのチームオプションとなり、破棄された場合は50万ドルが支払われる。
2023年オフの11月3日に契約延長オプションを破棄して、FAとなった。
2024年2月24日にマイナー契約で再契約を結び、3月24日に開幕ロースターに選出された。開幕後は中継ぎとして11試合に登板したが、4月28日に上沢直之のメジャー昇格に伴いDFAとなった。ウェイバー公示を経て、5月1日にマイナー契約でチームに残留した。AAA級ウースター・レッドソックスでは防御率1点台と好調を維持し、8月23日にメジャー契約を結んでこの年2度目のアクティブロースター入りを果たした。しかし3試合に登板後の8月26日に2度目のDFAとなり、8月29日にFAを選択して退団した。

## 投球スタイル
インステップ気味に右足を踏み出し、左スリークォーターから最速159km/hの速球を投じる。MLBでの最速は、2016年に計測した99.1mph（約159.5km/h）である。
元々はスライダーを中心にフォーシームとシンカーを投げていたが、2020年からチェンジアップを投げるようになり、スライダーの割合が大幅に減った。2022年以降はフォーシームをほとんど投げなくなり、シンカーとチェンジアップの2球種で9割弱を占めている。

## 詳細情報

### 年度別投手成績
| 年 度    | 球 団    | 登 板 | 先 発 | 完 投 | 完 封 | 無 四 球 | 勝 利 | 敗 戦 | セ 丨 ブ | ホ 丨 ル ド | 勝 率 | 打 者 | 投 球 回 | 被 安 打 | 被 本 塁 打 | 与 四 球 | 敬 遠 | 与 死 球 | 奪 三 振 | 暴 投 | ボ 丨 ク | 失 点 | 自 責 点 | 防 御 率 | W H I P |
| -------- | -------- | ----- | ----- | ----- | ----- | -------- | ----- | ----- | -------- | ----------- | ----- | ----- | -------- | -------- | ----------- | -------- | ----- | -------- | -------- | ----- | -------- | ----- | -------- | -------- | ------- |
| 2016     | PHI      | 12    | 0     | 0     | 0     | 0        | 0     | 0     | 0        | 3           | ----  | 39    | 9.2      | 8        | 0           | 4        | 1     | 1        | 7        | 0     | 0        | 3     | 3        | 2.79     | 1.24    |
| 2017     | PHI      | 26    | 0     | 0     | 0     | 0        | 1     | 2     | 0        | 3           | .333  | 134   | 27.0     | 37       | 4           | 15       | 3     | 4        | 18       | 0     | 1        | 26    | 19       | 6.33     | 1.92    |
| 2018     | 中日     | 26    | 0     | 0     | 0     | 0        | 0     | 3     | 1        | 9           | .000  | 116   | 27.1     | 22       | 1           | 14       | 1     | 1        | 26       | 1     | 0        | 9     | 7        | 2.30     | 1.32    |
| 2019     | 中日     | 64    | 0     | 0     | 0     | 0        | 3     | 4     | 1        | 41          | .429  | 240   | 60.1     | 42       | 3           | 14       | 3     | 3        | 77       | 4     | 0        | 13    | 11       | 1.64     | 0.93    |
| 2020     | TEX      | 12    | 0     | 0     | 0     | 0        | 0     | 0     | 0        | 3           | ----  | 52    | 12.2     | 8        | 0           | 5        | 0     | 0        | 17       | 1     | 0        | 3     | 3        | 2.13     | 1.03    |
| 2021     | TEX      | 31    | 0     | 0     | 0     | 0        | 1     | 3     | 1        | 9           | .250  | 128   | 27.1     | 32       | 3           | 12       | 1     | 0        | 30       | 1     | 0        | 19    | 18       | 5.93     | 1.61    |
| 2021     | NYY      | 21    | 0     | 0     | 0     | 0        | 1     | 0     | 0        | 5           | 1.000 | 79    | 19.0     | 21       | 1           | 6        | 0     | 0        | 17       | 2     | 1        | 8     | 6        | 2.84     | 1.42    |
| '21計    | NYY      | 52    | 0     | 0     | 0     | 0        | 2     | 3     | 1        | 14          | .400  | 207   | 46.1     | 53       | 4           | 18       | 1     | 0        | 47       | 3     | 1        | 27    | 24       | 4.66     | 1.53    |
| 2022     | NYM      | 55    | 0     | 0     | 0     | 0        | 2     | 4     | 0        | 9           | .333  | 216   | 50.1     | 42       | 3           | 26       | 1     | 1        | 57       | 2     | 0        | 28    | 25       | 4.47     | 1.35    |
| 2023     | BOS      | 11    | 0     | 0     | 0     | 0        | 0     | 0     | 0        | 0           | ----  | 51    | 11.0     | 13       | 2           | 6        | 0     | 0        | 14       | 0     | 0        | 9     | 8        | 6.55     | 1.73    |
| 2024     | BOS      | 14    | 0     | 0     | 0     | 0        | 0     | 1     | 0        | 4           | .000  | 64    | 13.2     | 19       | 3           | 2        | 0     | 1        | 12       | 1     | 0        | 13    | 9        | 5.93     | 1.54    |
| MLB：7年 | MLB：7年 | 182   | 0     | 0     | 0     | 0        | 5     | 10    | 1        | 36          | .333  | 763   | 170.2    | 180      | 16          | 76       | 6     | 7        | 172      | 7     | 2        | 109   | 91       | 4.80     | 1.50    |
| NPB：2年 | NPB：2年 | 90    | 0     | 0     | 0     | 0        | 3     | 7     | 2        | 50          | .300  | 356   | 87.2     | 64       | 4           | 28       | 4     | 4        | 103      | 5     | 0        | 22    | 18       | 1.85     | 1.05    |

- 2024年度シーズン終了時
- 各年度の太字はリーグ最高

### タイトル
- 最優秀中継ぎ投手：1回（2019年）

### 記録
- 初登板：2018年7月29日、対読売ジャイアンツ14回戦（東京ドーム）、7回裏に救援登板、1回無失点
- 初奪三振：同上、ホルヘ・マルティネスから空振り三振
- 初ホールド：2018年8月3日、対読売ジャイアンツ15回戦（ナゴヤドーム）、7回表に2番手で救援登板、1/3回無失点
- 初セーブ：2018年9月17日、対読売ジャイアンツ25回戦（東京ドーム）、8回裏二死から3番手で救援登板・完了、1回1/3を無失点
- 初勝利：2019年7月17日、対阪神タイガース14回戦（豊橋市民球場）、8回表に4番手で救援登板、1回無失点

### 背番号
- 63（2016年 - 2017年）
- 57（2018年 - 2021年途中、2023年）
- 30（2021年途中 - 2022年）
- 56（2024年）